# Teatr Nowy w Zabrzu
Teatr Nowy w Zabrzu, utworzony w 1959 r. Siedzibą teatru jest zabytkowy budynek dawnego kasyna Huty Donnersmarcka, wzniesiony w 1901 r.
Na przestrzeni sześćdziesięciu pięciu lat przygotował ponad 370 premier, współpracując z wieloma wybitnymi reżyserami, scenografami, muzykami wysoko ceniącymi sobie poziom artystyczny zespołu. Prezentuje szeroką ofertę repertuarową, adresowaną do różnych grup odbiorców, od bajek i spektakli lekturowych, poprzez komedie i przedstawienia muzyczne, aż po wielką klasykę i najbardziej wartościowe utwory współczesne. Występuje zarówno w siedzibie jak i poza nią; ma na koncie poważne sukcesy festiwalowe.
Od 2000 roku Teatr Nowy organizuje Ogólnopolski Festiwal Dramaturgii Współczesnej „Rzeczywistość przedstawiona”, jeden z najważniejszych festiwali teatralnych w regionie, wyraźnie istniejący już na mapie teatralnej kraju. Festiwal, organizowany przez bardzo szczupły zespół i przy stosunkowo niskim budżecie poza spektaklami konkursowymi proponuje widzom szereg wartościowych imprez towarzyszących (m.in. przegląd najciekawszych – w tym przedpremierowych! - spektakli Teatru Telewizji i słuchowisk Polskiego Radia, warsztaty dramaturgiczne, „czytanie dramatu” przez amatorskie młodzieżowe zespoły teatralne, spotkania z twórcami spektakli) o niewątpliwych walorach popularyzatorskich i edukacyjnych.
W ostatnich latach, w związku z przeobrażeniami społeczno-gospodarczymi zachodzącymi w mieście, pracami nad zmianą jego wizerunku i nową strategią promocyjną, Teatr Nowy funkcjonuje w klimacie znacznie bardziej sprzyjającym. Staraniem władz samorządowych wyremontowano budynek, zmodernizowano scenę i widownię, a także dobudowano część przeznaczoną na garderoby. Zakończył się kolejny etapu remontu, tym razem, budynku administracyjnego. Teatr Nowy otrzymał nową przestrzeń artystyczną - scenę kameralną, której w roku 2022 nadano imie Stanisława Bieniasza.
Teatr bardzo zintensyfikował swoją działalność – radykalnie zwiększyła się liczba premier i przedstawień, w tym również wyjazdowych.
Spektakle Teatru Nowego coraz częściej zapraszane są na krajowe festiwale.